# Passiflora nitida
La granadilla de olor, burucuña o maracuyá suspiro (Passiflora nitida) es una liana trepadora de la familia de las pasifloráceas. Es nativa de áreas tropicales a menos de 500 m s. n. m. en el área noroccidental de Suramérica, desde Colombia y las Guayanas, hasta Bolivia.

## Descripción
Tiene hojas elípticas, simples y alternas de 10 a 16 cm de largo por 4 a 6 cm de ancho, verdes brillantes en el haz. Flores vistosas, fragantes de 8 a 10 cm de diámetro; sépalos de 4 cm de largo y 1.5 cm de ancho, blanco en el haz, verdosos en el envés, pétalos de 4 cm de largo por 1,2 cm de ancho, blancos; filamentos en varias series con bandas violetas y blancas.
El fruto (enlace roto disponible en Internet Archive; véase el historial, la primera versión y la última). es globoso de tamaño de 6 a 8 cm de largo por 4 a 7 cm de diámetro, color amarillo a anaranjado, con cáscara dura y lleno de semillas de 7 por 5 mm con arilo semitransparente grisoso, comestible, de sabor dulce muy agradable. 

## Taxonomía
Passiflora nitida fue descrita por Carl Sigismund Kunth y publicado en Nova Genera et Species Plantarum (quarto ed.) 2: 130. 1817.
Etimología
Ver: Passiflora
nitida: epíteto latíno que significa "pies pegajosos (pedículo)"
Sinonimia
- Passiflora nymphaeoides H. Karst.	[4]